# Elephantulini
Elephantulini – monotypowe plemię ssaków z podrodziny Macroscelidinae w obrębie rodziny ryjkonosowatych (Macroscelididae).

## Zasięg występowania
Plemię obejmuje gatunki występujące w środkowej, zachodniej i południowej Afryce.

## Morfologia
Długość ciała (bez ogona) 94–148 mm, długość ogona 86–162 mm, długość ucha 19–36 mm, długość tylnej stopy 27–42 mm; masa ciała 31–83 g. Wzór zębowy: I {\displaystyle {\tfrac {3}{3}}} C {\displaystyle {\tfrac {1}{1}}} P {\displaystyle {\tfrac {4}{4}}} M {\displaystyle {\tfrac {2}{2}}} (x2) = 40.

## Systematyka
Plemię wyodrębnił w 2016 roku zespół amerykańskich teriologów (John P. Dumbacher, Elizabeth J. Carlen i Galen B. Rathbun) w artykule zatytułowanym Petrosaltator gen. Nov., nowy rodzaj zastępczy dla północnoafrykańskiego ryjoskoczkóa Elephantulus rozeti (Macroscelidea; Macroscelididae), opublikowanym w czasopiśmie „Zootaxa”. Rodzaj Elephantulus zdefiniowali w 1906 roku brytyjscy zoolodzy Oldfield Thomas i Harold Schwann, w streszczeniu zatytułowanym O ssakach zebranych przez pana C. H. B. Granta w dystrykcie Zoutpansberg w Transwalu i przekazanych do Narodowej Kolekcji przez pana C. D. Rudda, opublikowanym w czasopiśmie „Proceedings of the Zoological Society of London”. Gatunkiem typowym jest (oryginalne oznaczenie) ryjoskoczek skalny (E. rupestris)

### Etymologia
- Elephantulus: gr. ελεφας elephas, ελεφαντος elephantos ‘słoń’[9]; łac. przyrostek zdrabniający -ulus[10].
- Nasilio: łac. nasus ‘nos’[11]; łac. przyrostek zdrabniający –illus[12]. Gatunek typowy (oryginalne oznaczenie): Macroscelides brachyrynchus A. Smith, 1836.
- Elephantomys:  gr. ελεφας elephas, ελεφαντος elephantos ‘słoń’[9]; μυς mus, μυος muos ‘mysz’[13]. Gatunek typowy (oryginalne oznaczenie): †Elephantomys langi Broom, 1937 (= †Elephantulus broomi Corbet & Hanks, 1968).

### Podział systematyczny
Do plemienia należy jeden rodzaj z następującymi występującymi współcześnie gatunki:
| Grafika | Gatunek                     | Autor i rok opisu         | Nazwa zwyczajowa            | Podgatunki         | Rozmieszczenie geograficzne | Podstawowe wymiary                              | Status IUCN |
| ------- | --------------------------- | ------------------------- | --------------------------- | ------------------ | --- | ----------------------------------------------- | ----------- |
|         | Elephantulus fuscipes       | (O. Thomas, 1894)         | ryjoskoczek ciemnostopy     | gatunek monotypowy | południowy Sudan Południowy, północno-wschodnia Demokratyczna Republika Konga i Uganda | DC: 12,6–14,8 cm DO: 8,6–10 cm MC: 52–77 g      | DD          |
|         | Elephantulus brachyrhynchus | (A. Smith, 1834)          | ryjoskoczek krótkonosy      | gatunek monotypowy | Uganda, Kenia, Tanzania, południowa Demokratyczna Republika Konga, Angola, Zambia, Malawi, Namibia, północna i wschodnia Botswana, Zimbabwe, południowy Mozambik, północno-wschodnia Południowa Afryka i północne Eswatini | DC: 9,9–12,7 cm DO: 9,5–10,8 cm MC: 31–46 g     | LC          |
|         | Elephantulus fuscus         | (W.C.H. Peters, 1852)     | ryjoskoczek ciemny          | gatunek monotypowy | południowe Malawi i środkowy Mozambik; być może południowo-wschodnia Zambia | DC: 10,5–12,5 cm DO: 8,6–11,6 cm MC: około 45 g | DD          |
|         | Elephantulus intufi         | (A. Smith, 1836)          | ryjoskoczek zaroślowy       | gatunek monotypowy | południowo-zachodnia Angola, Namibia, Botswana, północna i północno-wschodnia Południowa Afryka oraz skrajnie południowe Zimbabwe                                                                                          | DC: 11,6–12,3 cm DO: 10,2–13,1 cm MC: 34–62 g   | LC          |
|         | * Elephantulus rupestris    | (A. Smith, 1831)          | ryjoskoczek skalny          | gatunek monotypowy | zachodnia i południowa Namibia i zachodnia Południowa Afryka (Prowincja Przylądkowa Północna, Zachodnia i Wschodnia) | DC: 11,6–13,3 cm DO: 12,4–16,2 cm MC: 44–65 g   | LC          |
|         | Elephantulus myurus         | O. Thomas & Schwann, 1906 | ryjoskoczek zuluski         | gatunek monotypowy | Zimbabwe, zachodni Mozambik, wschodnia Botswana, północna, środkowa i wschodnia Zambia oraz północne Eswatini; być może Lesotho                                                                                            | DC: 11,4–13,3 cm DO: 12,5–15,9 cm MC: 48–67 g   | LC          |
|         | Elephantulus edwardii       | (A. Smith, 1839)          | ryjoskoczek przylądkowy     | gatunek monotypowy | endemit Południowej Afryki: Prowincja Przylądkowa Północna, Zachodnia i Wschodnia | DC: 9,4–12,5 cm DO: 11,7–16 cm MC: 37–83 g      | LC          |
|         | Elephantulus pilicaudus     | Smit, 2008                | ryjoskoczek włochatoogonowy | gatunek monotypowy | endemit Południowej Afryki: Karru Wysokie i Małe w ekoregionu Nama Karru; zakres wysokości: poniżej 1300 m n.p.m. | DC: 11,1–13,5 cm DO: 11,2–13,1 cm MC: 38–59 g   | DD          |

Kategorie IUCN:  LC  – gatunek najmniejszej troski,  DD  – gatunki o nieokreślonym stopniu zagrożenia.
Opisano również gatunki wymarłe z plejstocenu dzisiejszej Południowej Afryki:
- Elephantulus antiquus Broom, 1948[16]
- Elephantulus broomi Corbet & Hanks, 1968[17]